# 沙崙後鎮天宮
沙崙後鎮天宮主祀五年千歲、天上聖母、蕭府太傅，位在雲林縣口湖鄉埔北村沙崙後19之1號。

## 沿革
沙崙後位於台灣省西雲林縣境內，乃沿海之地，先祖移居時期無可考，據稱古時村東有沙崙七座，狀似北斗，先輩以為村處沙崙之後乃村名之由也。沙崙至今或因沿海風力蠻強，或因開墾，僅存一二，餘者不復見也，村西、北溝渠環繞，交通兩方必涉水而行，每遇潮汐、風雨，水深及腰，險象環生，而其通路亦皆阡陌， 祖先初至，生活困苦不在言下，罹疾患疫，求醫不易，唯仰賴神祇庇佑，消災解厄，至昭和五年，素感神靈，陳獅先生發起由笨港港口宮，恭迎　天上聖母神像回村膜拜， 昭和七年再議往光大寮聚寶宮乞香蕭府太傅。昭和九年　中營太子顯靈至村。輔助　天上聖母　蕭府太傅，如龍得水，威靈有加，屢顯聖蹟，不勝枚舉， 此後村中蒙受神恩，災消疫除，民生日趨安寧祥和。昭和十六年以後。日本侵華戰爭加劇，在台積極推動皇民化運動，附有中華民族精神之活動一概禁止，強迫台灣各寺廟日本化，並舉行「寺廟神昇天祭」將神像摧毀焚燒，或送南方土俗博物館，然天理不從，神人共憤，不久日本慘敗，民國三十四年中華民國接管臺灣，傳統信仰得以復甦。 斯時本村幸蒙神庥，絲毫未損，幸也。昭和十八年　蕭府太傅降鑾曰：奉玉旨下南巡，代天巡狩，無暇顧及村中黎民，乃明示村民恭求　五年千歲護村云爾。 適時村中蔡老比先生由馬鳴山鎮安宮分靈　五年千歲。眾冀歸為公有，得其欣諾。全村竭誠恭求　五年千歲護村，果不負眾望，威靈大顯，靈蹟昭彰，護佑黎民無微不至。 此外村中李府千歲、張李莫府千歲，田都元帥，列位正神皆曾為本村植福消災，貢獻良多。 神祇初至，無廟宇供奉，由村民奉拜于自宅，有事者必挨戶詢求，至為煩擾，於是工議設神壇於王趕先生家中，延至民國七十年歲次辛酉秋季。決議公建廟宇。乃上示神意。下應民心。 恭請　五年千歲　天上聖母　蕭府太傅為主駕，謹於民國七十年歲次辛酉菊月十五日設天台，請天命，候佳期，擇吉地，建宮宇，村眾立克困挫，眾志成城，誠感於天，於同年陽月廿六日擇地完成。 同年葭月十八日動土興建，並受玉旨頒賜「鎮天宮」是也。 建廟之事，乃集傳統、宗教、習俗、藝術之大成，其耗資經費相當龐大。以沙崙後五十多戶之村，此舉實非易事，乃成立興建委員會量及村中經濟之所能，決議由村中不分男女老幼， 每丁捐得肆仟貳佰元，然此區區之數與實際所需相差頗多，不料動土開工之後，本境及各地善男信女踴躍樂捐，源源不絕，至今正殿、五門、鐘鼓樓、歡迎牌樓、龍池、金爐、 東西廂房、衛浴設備逐一完成、令人讚為奇蹟也。 
本宮為一宮殿式建築物，宮前廣場佔地約五百坪，正殿佔地約八十餘坪，于民國七十二年歲次癸亥竣工，並擇同年蒲月十六日舉行安座大典，奉拜主神　五年千歲　天上聖母　蕭府太傅。 兩旁日月殿分別供奉司隸境主及福德正神，正中山川門，左右分別為龍虎門，殿前石雕龍柱及石獅一對，昂首相向，鎮守宮門。民國癸亥年在村北興建歡迎門迎接各地宮、壇、善信之蒞臨， 民國乙丑年興建東西廂房供香客旅居之用，民國丁卯年啟建五門及鐘鼓樓，暮鼓晨鐘，警惕世人，棄惡揚善，自強不息，宮後約三百坪乃後殿預定地。本宮籌建工程除後殿另擇佳期興建之外， 餘者逐一完成，宮勢雄偉壯觀。